# Neslowa Polana
Neslowa Polana (niem. Nesselwiese, słow. Žihľavná poľana, węg. Csalános-rét) – niewielka polana w Dolinie Czarnej Rakuskiej w słowackich Tatrach Bielskich. Znajduje się na Neslowej Grani w odległości około 100 m na zachód od rozdroża Čierna voda przy Zbójnickim Chodniku. Polana położona jest na wysokości 920 m, ma długość około 20 m i znajduje się w dużym, starym lesie. Ma znaczenie topograficzne, gdyż wychodzi z niej aż 5 dróg i ścieżek. W dolnej części Neslowej Grani jest wiele dróg i ścieżek, ale tylko jedna z nich jest dopuszczona do ruchu turystycznego. Jest to żółty szlak turystyczny do Schroniska pod Szarotką.
  rozdroże Čierna voda – Dolina Czarna Rakuska – Schronisko pod Szarotką. Odległość 3 km, suma podejść 390 m, czas przejścia 1:15 h, z powrotem 50 min